# Zammar (nahija)
Nahija Zammar (ar. ناحية زمار‎) je nahija u okrugu Jabal Sam'an, u sirijskoj pokrajini Alep. Nahija je oformljena 2009., izdvajanjem iz nahije Al-Zirbah. Administrativno sjedište je u naselju Zammar.